# Get Rich or Die Tryin’: Historia 50 Centa
Get Rich or Die Tryin’: Historia 50 Centa (ang. Get Rich or Die Tryin’, dosł. Wzbogać się lub zgiń próbując) – amerykańsko-kanadyjski dramat biograficzny z 2005 roku w reżyserii Jima Sheridana.
Niektóre wątki w filmie pochodzą z życia Curtisa „50 Centa” Jacksona. Rozpoczyna się on od napadu, w którym bierze udział Marcus (Bohater, którego gra 50 Cent) i jego przyjaciele. Po dokonaniu rabunku, gdy przy domu wyjmuje z samochodu pieniądze z kradzieży, zamaskowany człowiek zaczyna do niego strzelać. Gdy trzyma pistolet nad jego głową przed oczami przelatuje mu całe jego życie – utrata matki, handel narkotykami, odnalezienie dawnej miłości, trudne początki raperskiej kariery.
Film jest oparty na życiu 50 Centa i przedstawia większość ważniejszych wydarzeń z życia rapera, ale, jak sam powiedział w wywiadzie udzielonym dla MTV polska w 2006 roku po premierze filmu, że 70 procent to fakty – reszta została wyolbrzymiona lub pominięta.

## Obsada
- 50 Cent – Marcus
- Adewale Akinnuoye-Agbaje – Majestic
- Joy Bryant – Charlene
- Omar Benson Miller – Keryl
- Tory Kittles – Justice
- Ashley Walters – Antwan
- Terrence Howard – Bama
- Roger Moore – Majestic Thug
- George Randolph – strażnik szkolny
- Russell Hornsby – Odell
- Marc John Jefferies – młody Marcus
- Sullivan Walker – dziadek
- Keisha Brown – Tammi
- Arlene Duncan – sędzia
- Mark Alexander – członek ekipy Marcusa